# Såna
Såna eller Hølensälven är ett vattendrag i Vestby kommun i Akershus fylke i Norge. Den uppstår där flera bäckar från Ås och Hobøl rinner samman, och går genom Såner og Hølen för att rinna ut i Oslofjorden vid Son.
Floden var grunden för Hølens status som lastplats och samtidigt den enda lastplatsen så långt in i landet.